# Boock, Stendal
Boock là một đô thị thuộc huyện Stendal, bang Sachsen-Anhalt, Đức. Đô thị Boock, Stendal có diện tích 12,01 km², dân số thời điểm ngày 31 tháng 12 năm 2006 là 301 người.